# Rubén Botta
Rubén Alejandro Botta Montero (31 tháng 1 năm 1990) là cầu thủ bóng đá người Argentina, hiện đang thi đấu cho câu lạc bộ C.F. Pachuca ở vị trí tiền vệ tấn công. Ruben Botta có các biệt danh như Demon, Jewel, Zurda Mágica, Monster hay Gambetita.